# 羅西王子
傑弗里·羅西·羅哈斯（英語：Geoffrey Royce Rojas，1989年5月11日—），藝名羅西王子（英語：Prince Royce），是一位美國創作歌手及唱片製作人。羅西自幼對音樂產生興趣，到了青少年時期，他開始嘗試作詞作曲。羅西在19歲時認識了他的經紀人安德烈斯·伊達爾戈（Andrés Hidalgo）。伊達爾戈後來將羅西引薦給塞爾吉奧·喬治，喬治在聽過他的三張樣本唱片後隨即簽下他。
羅西在2010年3月發行他的首張同名錄音室專輯，這張專輯產生了兩首在商業上相當成功的單曲：〈站在我身邊〉及〈Corazón Sin Cara〉。這兩首歌曲皆曾登上《告示牌》熱帶歌曲榜冠軍，而〈Corazón Sin Cara〉一曲也曾在美國熱門拉丁歌曲榜上奪冠。這張專輯本身則是登上美國《告示牌》拉丁專輯與熱帶專輯榜冠軍。他也曾在2011年的告示牌拉丁音樂大獎奪得三個獎項，其中包括了《羅西王子》的年度最佳熱帶專輯。2012年4月10日，羅西發行他的第二張錄音室專輯《Phase II》。他之後在2012年11月推出名為《#1's》的合輯，收錄了他迄今的熱門歌曲。

## 生活與職業生涯

### 1989－2009年：早年生活與職業生涯開端

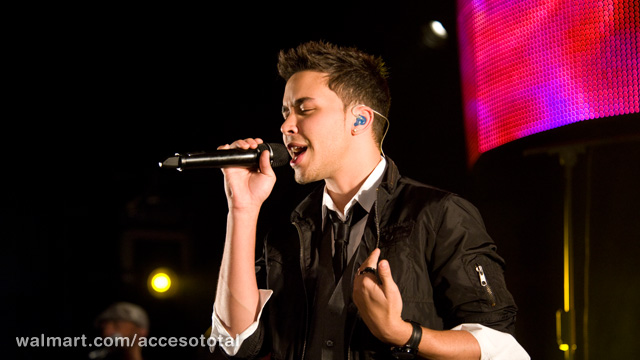
羅西於Acceso Total節目。

傑弗里·羅西·羅哈斯生於1989年5月11日，生長於紐約市的一個行政區布朗克斯。他在家中四個小孩中排行老二，雙親皆是多明尼加人，父親是一位計程車司機，母親則在美容院工作。年輕時，他參與了小學的合唱團，也參加過才藝表演，並在13歲時開始寫詩，隨後更轉變為詞曲創作。他在回顧他首次站在人群前表演的情形時，說道「是在小學時，我當時在唱聖誕歌。我非常適應站在舞台上。」到了15歲時，羅西開始與綽號「基諾」（Jino）的何塞·丘森（Jose Chusan）合夥創作音樂。這兩人被稱為真正的雙人組基諾與羅西（Jino and Royce, El Duo Real）羅西在16歲時開始與長年好友的製作人當澤爾·羅德里格茲（Donzell Rodriguez），以及SnipeProductions的執行長、綽號「L Snipe」的文森·奧特布里奇（Vincent Outerbridge）製作音樂。隨著雷鬼動音樂的沒落，羅西做出最終決定來專注於巴恰塔產業。他在19歲時認識了安德烈斯·伊達爾戈，伊達爾戈在聽過他先前的樣本唱片後隨即成為他的經紀人。伊達爾戈著手在巴恰塔音樂方面幫助羅西。這成為了一個轉捩點，羅西決定追求一個做他想做的事的音樂生涯。伊達爾戈之後將羅西引薦給塞爾吉奧·喬治，喬治在聽過他的三張樣本唱片後，隨即將羅西簽到他的唱片公司Top Stop Music旗下。

## 外部連結
- 官方网站
- 羅西王子的X（前Twitter）
- "Prince Royce Is Generation Next" （页面存档备份，存于） – The Village Voice